# Naturdenkmal Eiche am Ensthof

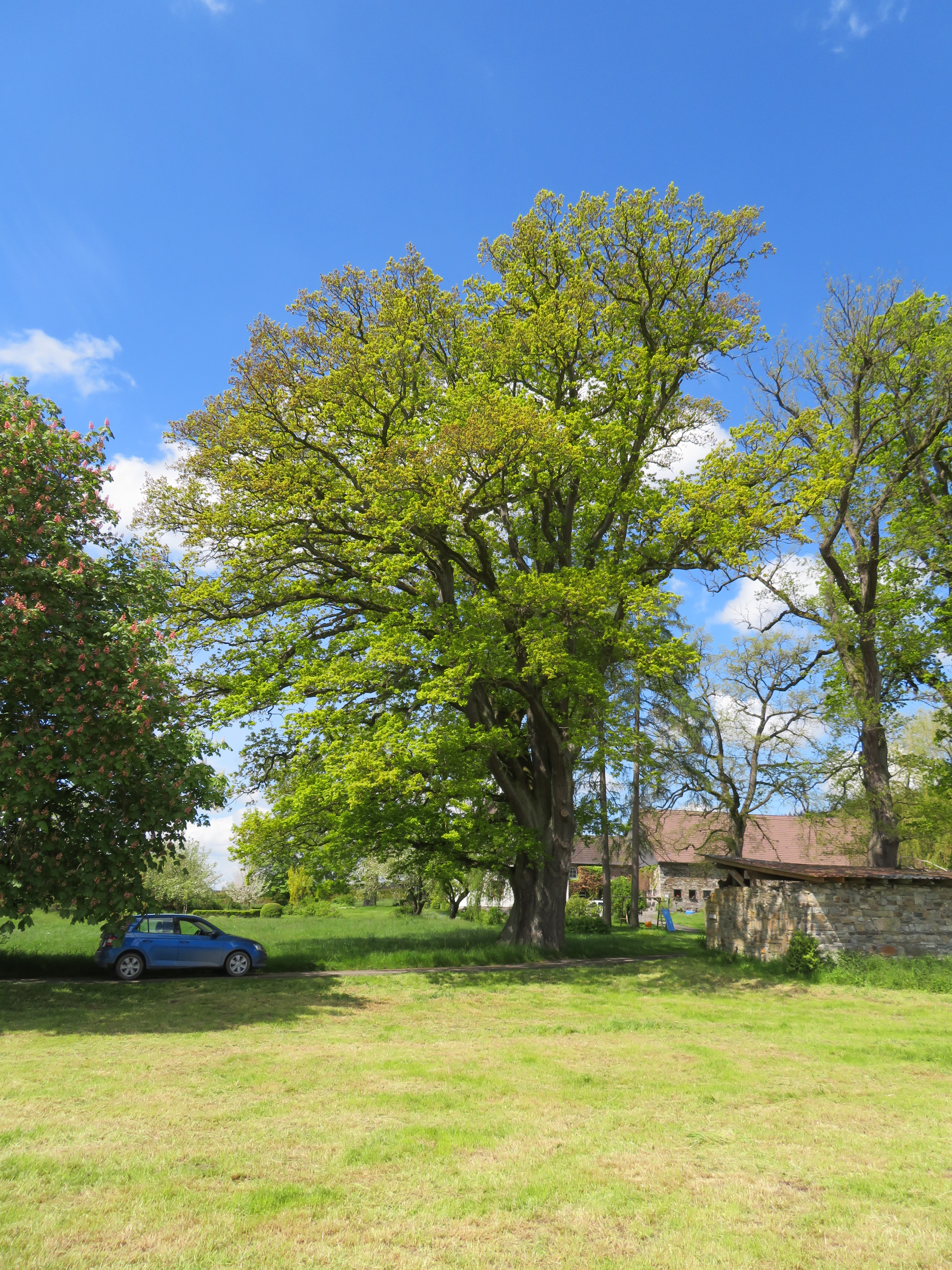
Naturdenkmal Eiche am Ensthof

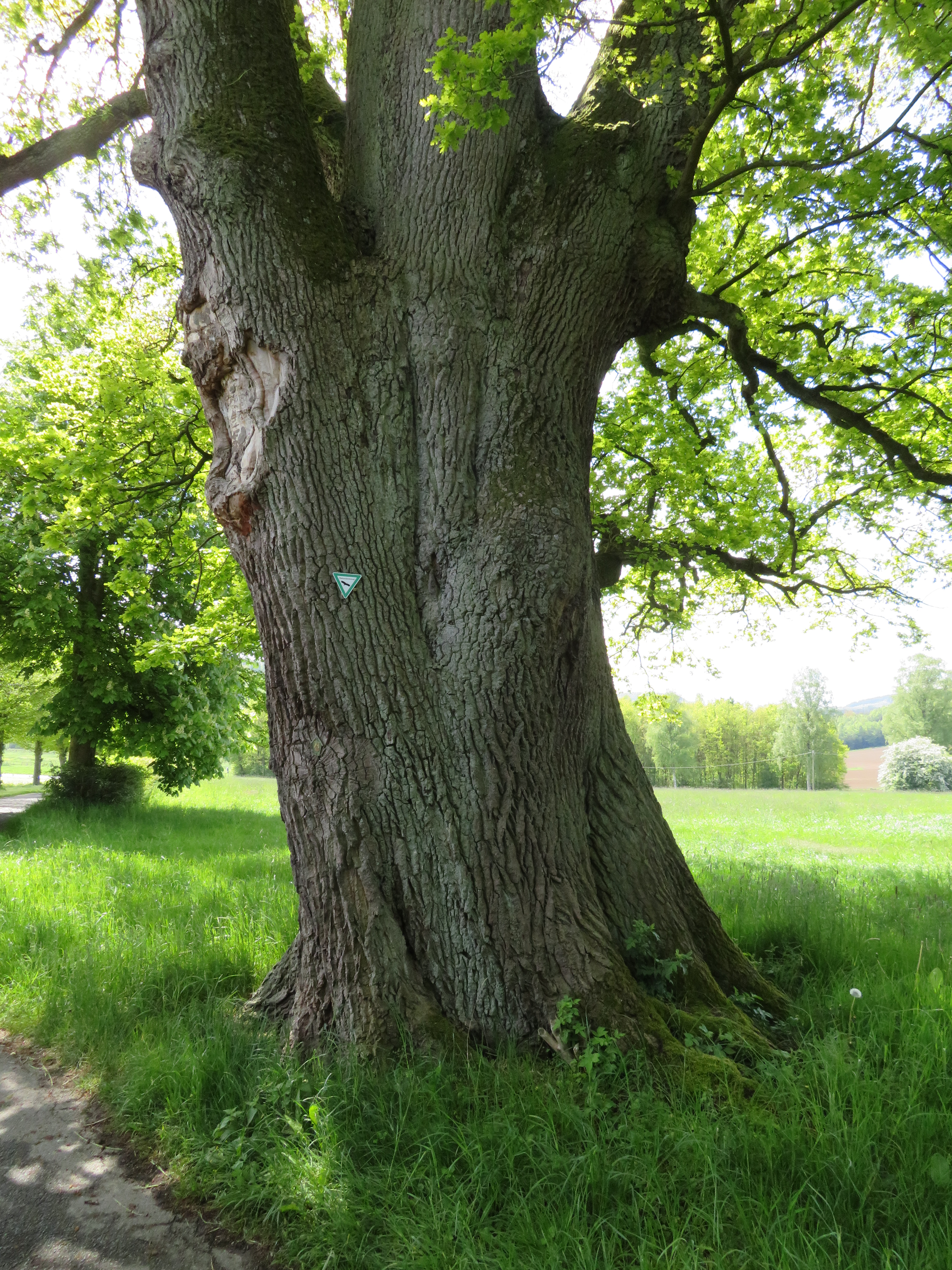
Stamm mit ND-Schild

Das Naturdenkmal Eiche am Ensthof oder 2.2.27 Eiche ist eine Stieleiche mit einem Stammdurchmesser von etwa 1,90 m und steht am Ensthof südwestlich von Enste im Stadtgebiet von Meschede. Der Baum wurde 1994 erstmals mit dem Landschaftsplan Meschede durch den Hochsauerlandkreis als Naturdenkmal (ND) ausgewiesen. Bei der Neuaufstellung des Landschaftsplanes 2020 wurde die Eiche erneut als ND ausgewiesen.
Zum Reiz und dem Wert des ND führt der Landschaftsplan auf: „Der mächtige Baum mit gut 20 m Kronendurchmesser und einem Stammdurchmesser von 1,90 m markiert praktisch das Eingangstor zur Hofstelle Ensthof, in das die mit einer kleineren Baumreihe bepflanzte Zufahrt mündet. Neben diesem unmittelbaren Zusammenhang mit dem alten Siedlungsplatz wirkt diese Stieleiche heute - auch im Verbund mit den als LB geschützten Nachbarbäumen - zugleich als naturnahes Landschaftselement in der intensiver genutzten Umgebung: im Westen beginnen in geringem Abstand die Weihnachtsbaumkulturen, im Osten das Gewerbegebiet zwischen A 46 und L 743.“